# 日本似顔絵師協会
一般財団法人日本似顔絵師協会（にほんにがおえしきょうかい）とは、2012年5月より日本を拠点に活動する一般財団法人である。

## 概要
似顔絵、肖像画、その他の美術の文化を発展させるため、似顔絵師、イラストレーター、画家、漫画家、版画家、書家、彫刻家、その他の著作物の権利と利益および職能を擁護し、著作物の公正で広範な利用に努め、文化および芸術の振興に寄与することを目的とする。

## 事業
1. 似顔絵師、肖像画、その他美術等の啓発および普及のための講演会、講習会等の実施
2. 似顔絵師、イラストレーター、画家、版画家、書家、彫刻家、その他著作者の育成と教育に関する事業
3. 似顔絵、肖像画、その他美術等の著作物の普及および著作者の権利擁護のための著作権管理事業
4. 似顔絵、肖像画、その他美術等の著作物の普及および擁護のためのパブリシティ権の管理事業
5. 似顔絵、肖像画、その他美術等の啓発、普及のための展覧会、コンテスト、展示会等の各種イベントの開催事業
6. 似顔絵、肖像画、その他美術等の啓発、普及のための各種イベント等への会員紹介の事業
7. 似顔絵、肖像画、その他美術等の技能に関する検定試験の開催事業
8. 似顔絵、肖像画、その他美術等の啓発、普及、擁護のための情報の収集と図書の編纂および出版事業
9. 似顔絵、肖像画、その他美術等の啓発、普及、擁護のための似顔絵師、イラストレーター、画家、漫画家、版画家、書家、彫刻家、その他著作家の相互交流を図る事業
10. 似顔絵、肖像画、その他美術等の啓発、普及、擁護のために似顔絵および肖像画作品のデータベース構築を行い、インターネットを通して多く一般に公知する事業
11. 似顔絵師、イラストレーター、画家、漫画家、版画家、書家、彫刻家、その他美術等の著作者の福利厚生事業
12. その他この法人の目的を達成するために必要な事業

## 各種委員会
日本似顔絵師協会では似顔絵の啓蒙と啓発、著作者の育成と教育、イベント開催など様々な分野の委員会を設け、調査研究を行う。
2012年5月の協会設立時点での設置委員会は以下のものとなる。
- 研修・教育委員会
- イベント実行委員会

## 地区委員会
- 関東地区委員会
- 東海地区委員会
- 関西地区委員会
- 東北地区委員会
- 中国地区委員会
- 九州地区委員会

## 協力団体
日本似顔絵師協会の設立・運営にあたり、以下の団体による協力・協賛を得ている。
- 特定非営利活動法人 日本似顔絵検定協会
- 特定非営利活動法人 日本漫画能力検定協会
- 似顔絵倶楽部
- 一般財団法人 個人情報保護士会

## 入会規定と条件
入会は同協会の定款および会の規則および諸規定に賛同する似顔絵師、イラストレーター、画家、漫画家、版画家、書家、彫刻家、その他の著作者であり、下記の条件を満たす者に限り入会できる。
- 日本国内に居住する者（国籍は不問）
- 18歳以上の者
- 似顔絵、肖像画、美術等の著作物の制作について相応の職能を有する者
- 理事会が適当を認めた者
- 入会申込の手続きをし、同協会の書類選考および面接を通過した者